# Warren McCulloch
Warren Sturgis McCulloch (16 de noviembre de 1898-24 de septiembre de 1969) fue un neurólogo y cibernético estadounidense.
Nació en Orange, Nueva Jersey. Hizo en Yale el pregrado en filosofía y psicología, se graduó en 1921, y estudió una maestría en psicología en la Universidad de Columbia y obtuvo el título en 1923. Recibió su doctorado en 1927 del Colegio de Médicos y Cirujanos en Nueva York, ocupó un puesto de interno en el Bellevue Hospital de Nueva York antes de volver a la academia en 1934.
Recordado por su trabajo con Dusser de Barenne (Yale) y, más tarde, con Walter Pitts (Universidad de Illinois), el cual proveyó los fundamentos para ciertas teorías del cerebro en un número de ensayos clásicos, incluidos Un cálculo lógico de las ideas inmanentes en la actividad nerviosa (1943) y Cómo conocemos los universales: la percepción de las formas visuales y auditivas (1947), ambos en el Boletín de Biofísica Matemática. En el ensayo de 1943 demostraron que un programa de la máquina de Turing podría ser implementado en una red finita de neuronas convencionales, que la neurona era la unidad lógica básica del cerebro. En el ensayo de 1947 ofrecieron aproximaciones para diseñar "redes nerviosas" para el reconocimiento de entradas visuales a pesar de los cambios en orientación y tamaño.
Desde 1952 se vinculó al Laboratorio de Investigación en Electrónica del MIT, trabajando, principalmente, en el modelamiento de redes neuronales. Según la disertación de McCulloch de 1947, su equipo examinó el sistema visual de las ranas, descubriendo que el ojo provee al cerebro con información que ya ha sido organizada e interpretada, hasta cierto grado, en lugar de, simplemente, transmitir imágenes. McCulloch también propuso el concepto de que las formaciones reticulares de "fichas de póker" son análogas a la forma en que el cerebro lidia con información contradictoria en una red neuronal somatotrópica democrática.
McCulloch fue miembro fundador de la Asociación Americana de Cibernética y su primer presidente entre 1967 y 1968. Fue un mentor para el británico, pionero en investigación de operaciones, Stafford Beer y para el Chileno, coautor de la autopoesis, la biología del conocimiento y la biología-cultural, Humberto Maturana Romesín. Conoció a Alan Turing una vez, pero Turing lo rechazó, calificándolo de charlatán.
Warren McCulloch poseía una gama notable de intereses y talentos. Además de sus contribuciones científicas, escribió poesía (sonetos) y diseñó e hizo el trabajo ingenieril de algunas construcciones y de una represa en su granja en Old Lyme, Connecticut. Murió en Cambridge, Massachusetts en 1969.